# 康图万
康图万（法語：Cantoin，法語發音：[kɑ̃twɛ̃]）是法国阿韦龙省的一个市镇，属于罗德兹区。

## 地理
康图万（44°50'10"N, 2°48'45"E）面积42.37 平方千米，位于法国奧克西塔尼大區阿韦龙省，该省份为法国南部内陆省份，位于法國中央高原南部，北起顺时针与康塔爾省、洛泽尔省、加尔省、埃罗省、塔恩省、塔恩-加龙省和洛特省接壤。
与康图万接壤的市镇（或旧市镇、城区）包括：泰龙代尔、略塔代斯、波扬克、圣玛丽、阿尔让斯和欧布拉克。

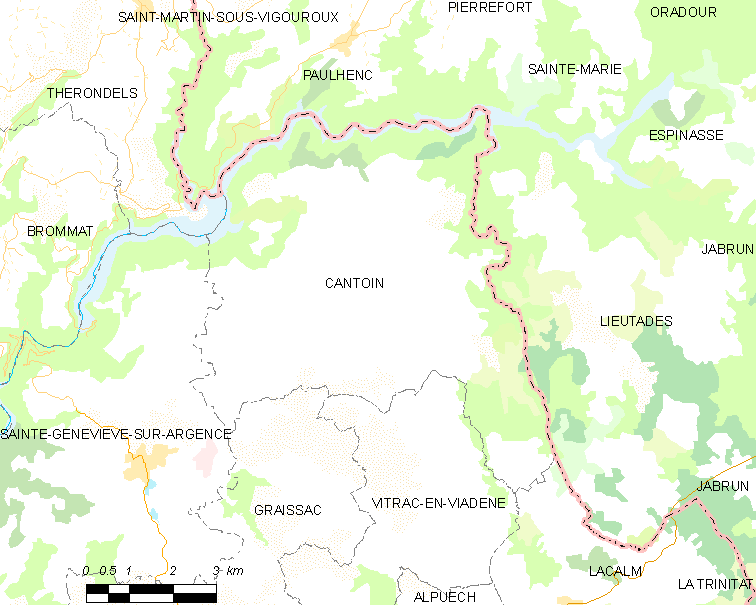
康图万的OSM定位图

康图万的时区为UTC+01:00、UTC+02:00（夏令时）。

## 行政
康图万的邮政编码为12420，INSEE市镇编码为12051。

## 政治
康图万所属的省级选区为欧布拉克-卡尔拉代斯县。

## 人口

1962-2008年间康图万人口变化图示

康图万于2022年1月1日时的人口数量为312人。